# 國王密令III
《國王密令III》是中世纪主题的第一人称動作角色扮演遊戲。是From Software在1996年发行的游戏。这是國王密令系列的第三作和最后一款在PlayStation平台上发行的系列作。在北美英语版本中的标题編號更改为「國王密令II」，與日版不同，因为初代《國王密令》只在日本而未在北美地區發行。